# Bad Boys (1995)
Bad Boys är en amerikansk film som hade biopremiär i USA den 7 april 1995.

## Handling
Heroin för över 100 miljoner dollar har försvunnit från polisens stöldgodsavdelning. Heroin som kriminaldetektiverna Mike Lowrey (Will Smith) och Marcus Burnett (Martin Lawrence) en gång konfiskerade. De har nu 72 timmar på sig att hitta det innan en intern utredning, av en s.k internal affairs division, påbörjas och hotar hela Miamis narkotikaavdelning av nedläggning. Då en nära vän till Mike blir mördad och vittnet till mordet (Téa Leoni) hotas till livet blir plötsligt fallet personligt.

## Rollista (i urval)
- Martin Lawrence - Marcus Burnett
- Will Smith - Mike Lowrey
- Téa Leoni - Julie Mott
- Tchéky Karyo - Fouchet
- Joe Pantoliano - Kommissarie C. Howard
- Theresa Randle - Theresa Burnett
- Marg Helgenberger - Alison Sinclair
- Nestor Serrano - Inspektör Sanchez
- Julio Oscar Mechoso - Inspektör Ruiz